# John Anderson (Politiker, 1917)

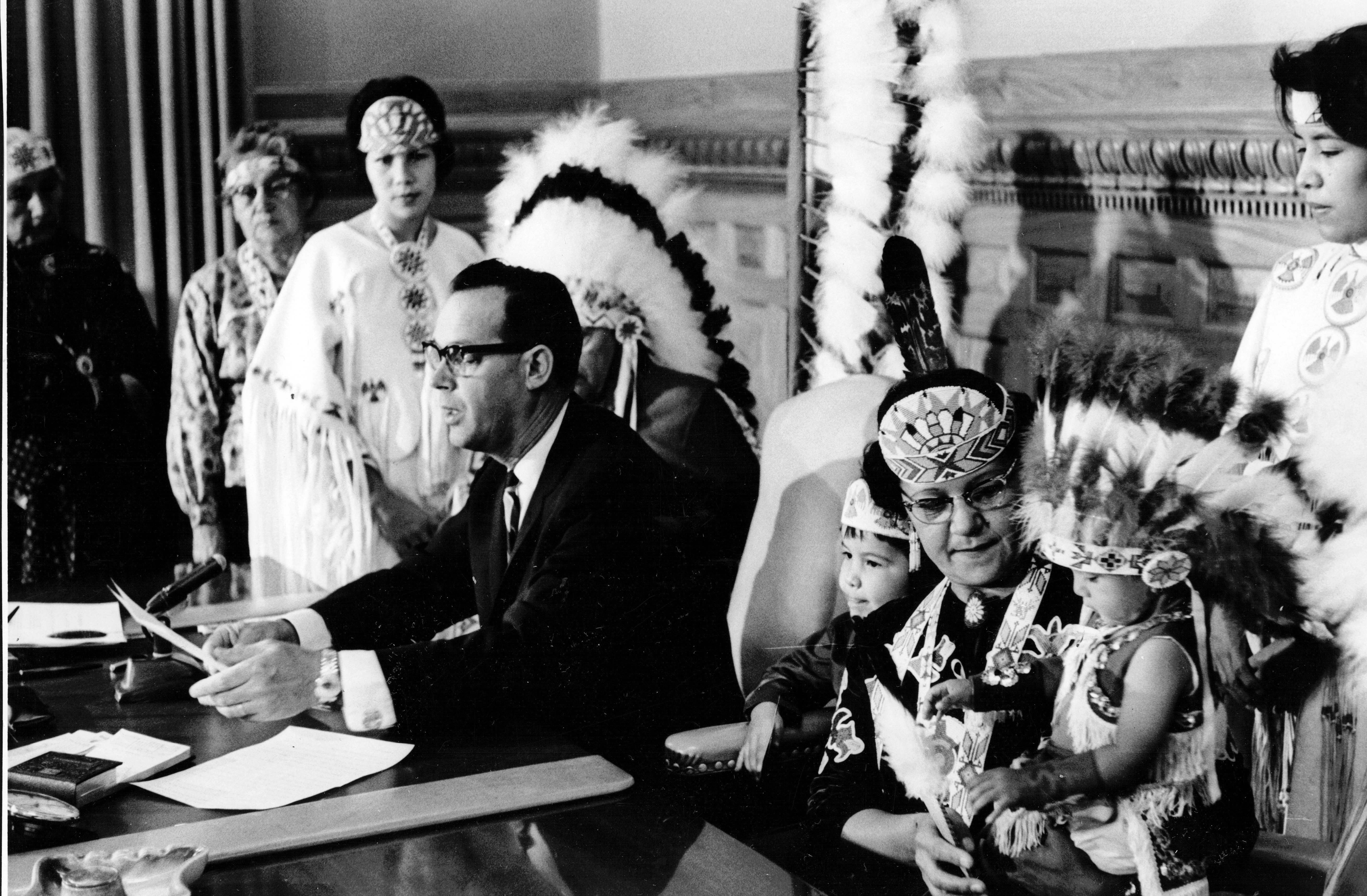
John Anderson (1964)

John Anderson Jr. (* 8. Mai 1917 in Olathe, Kansas; † 15. September 2014 ebenda) war ein US-amerikanischer Politiker. Er war zwischen 1961 und 1965 der 36. Gouverneur des Bundesstaates Kansas. 

## Frühe Jahre
Anderson besuchte bis 1935 die Olathe High School, die Kansas State University und die University of Kansas. Dort absolvierte er im Jahr 1943 sein juristisches Examen. Aufgrund gesundheitlicher Probleme kam er für den Militärdienst während des Zweiten Weltkriegs nicht in Frage. Stattdessen arbeitete er im Stab des Bundesrichters Walter A. Huxman. Im Jahr 1946 eröffnete er in Olathe eine private Anwaltskanzlei. Sein politischer Aufstieg begann 1947. In diesem Jahr wurde er zum Bezirksstaatsanwalt des Johnson County gewählt. Dieses Amt übte er sechs Jahre lang aus, ehe er zwischen 1953 und 1956 Mitglied des Staatssenats wurde. Zwischen 1956 und 1961 war er Justizminister (Attorney General) von Kansas. Im Jahr 1960 wurde er von seiner Republikanischen Partei als Kandidat für die Gouverneurswahlen nominiert und anschließend von den Wählern von Kansas gegen den Amtsinhaber George Docking in dieses Amt gewählt.

## Gouverneur von Kansas
Am 9. Januar 1961 wurde John Anderson in sein neues Amt eingeführt. Nach einer Wiederwahl im Jahr 1962 konnte er bis zum 11. Januar 1965 insgesamt vier Jahre als Gouverneur amtieren. In dieser Zeit wurde das Begnadigungssystem in Kansas reformiert. Auf dem Gebiet des Gesundheitswesens entstand ein kombiniertes Krankenhaus, das sowohl gewöhnlichen Patienten als auch geistig Behinderten offenstand.  Damals wurde auch das Schulsystem umstrukturiert und die Schulbezirke neu eingeteilt. Das Wohlfahrtssystem wurde verbessert und der Autobahnausbau vorangetrieben. Auch das Rentensystem des öffentlichen Dienstes erfuhr eine Verbesserung. Schließlich wurde auch die Verwaltung selbst neu organisiert. Anderson war auch der erste Gouverneur von Kansas, der das neue Gouverneursgebäude mit dem Namen „Cedar Crest“ bewohnen konnte. Im Jahr 1964 verzichtete er auf eine erneute Kandidatur.

## Weiterer Lebenslauf
Nach dem Ende seiner Amtszeit im Jahr 1965 wurde Anderson wieder Anwalt in Olathe. Gleichzeitig war er als Anwalt für die Autobahnverwaltung tätig. Außerdem war er von 1965 bis 1972 Direktor der Bürgerversammlung (Citizens Conference) von Kansas. Im Jahr 1972 bewarb er sich nochmals um die Nominierung seiner Partei für das Amt des Gouverneurs, blieb aber bereits in den Vorwahlen stecken. Anderson wurde auch mehrmals für Richterstellen bei Bundesgerichten nominiert, aber nicht ernannt. Inzwischen hat sich John Anderson nach Olathe zurückgezogen. Dort lebte Anderson bis zu seinem Tod, im September 2014.

## Ehrungen
Die Bundesstraße K-10 im Johnson County wurde zu seinen Ehren nach ihm benannt.